# Рагби 15 репрезентација Перуа
Рагби јунион репрезентација Перуа је рагби јунион тим који представља Перу у овом контактном екипном спорту. Рагби у овој јужноамеричкој држави није ни приближно популаран као фудбал. Рагби савез Перуа основан је 1997. Први званичан тест меч рагби јунион репрезентација Перуа одиграла је против Аргентине и изгубила 44-0 1958. Највећу победу Перу је остварио 2010. када је побеђена Коста Рика са 61-5. Најтежи пораз Перуанцима је нанела Рагби јунион репрезентација Парагваја 2004. било је 74-0.

## Тренутни састав
Феликс Кастанеда
Мигуел Мего
Џосет Торес
Франсиско Деуста
Мартин Коури
Робин Нието
Луис Гевара
Кристијан Корзо
Луис Маурисио Мониер
Аугусто Сотомајор
Мигуел Ангел Давила
Џонатан Бедоја
Густаво Мартинез
Диего Чој
Хозе Диего Руиз
Артуро Виванко
Карлос Гарсиа
Хозе Беневантан
Артуро Ковал
Ренато Реатегуи
Луис Тејада
Аугусто Реблес